# سین کارز
سین کارز (انگلیسی: SIN Cars) شرکت خودروسازی بلغارستانی است، که در سال ۲۰۱۲ توسط روزن داسکالوف تأسیس شد. کارخانجات اصلی و دفتر مرکزی این شرکت در شهر روسه، بلغارستان قرار دارد.